# 御岳山 (東京都)

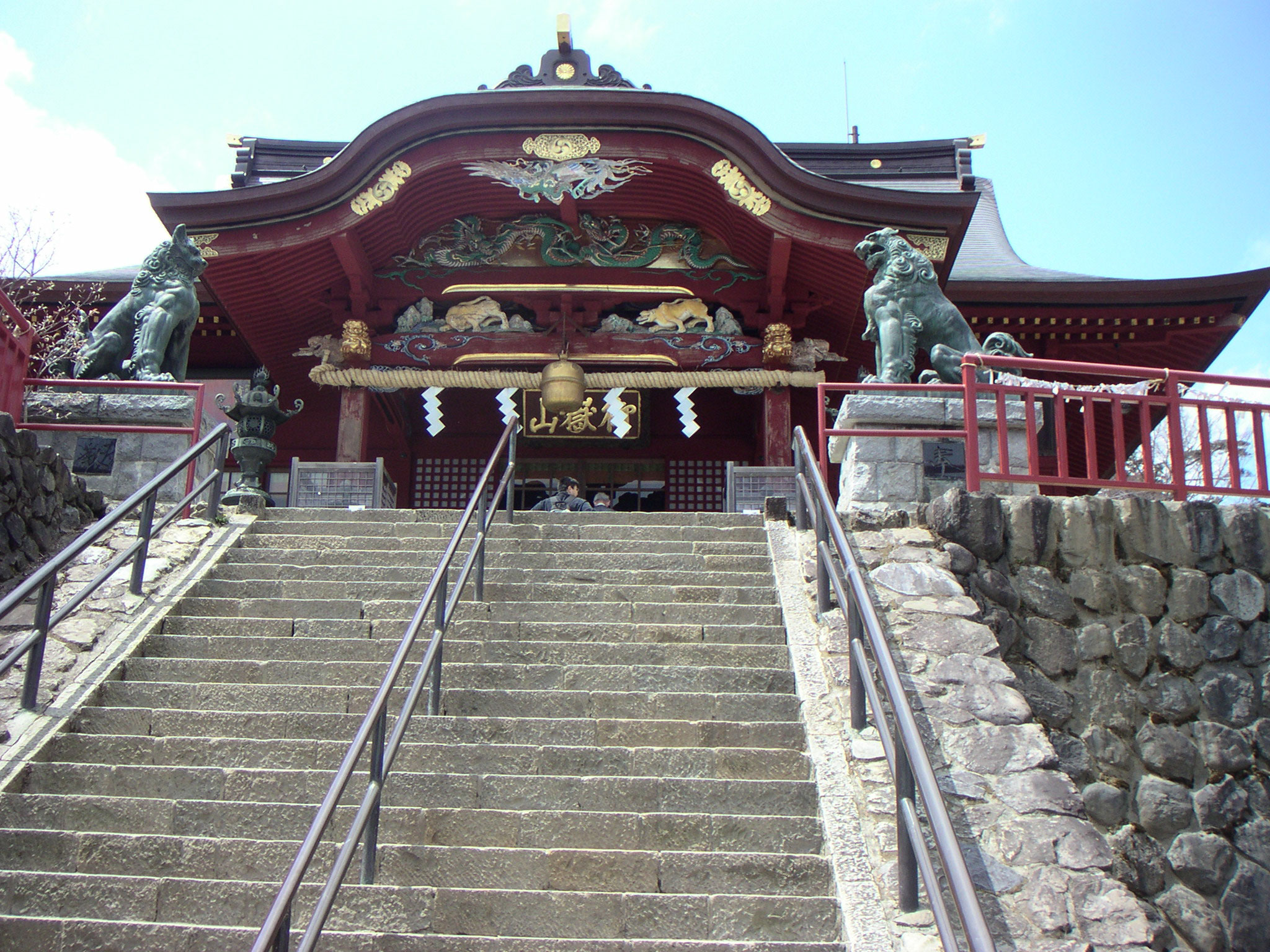
武蔵御嶽神社

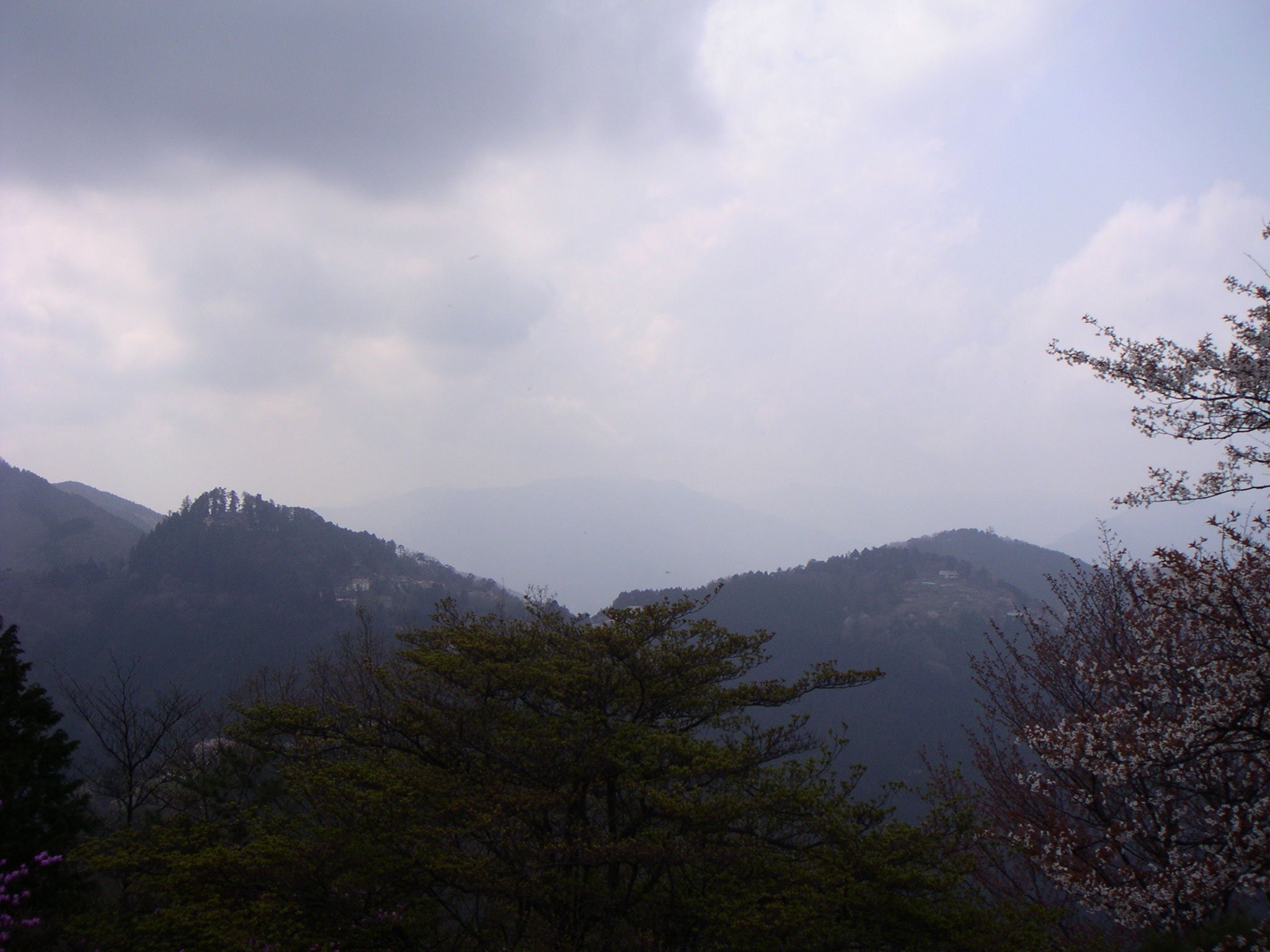
日の出山から撮影した御岳山と大塚山

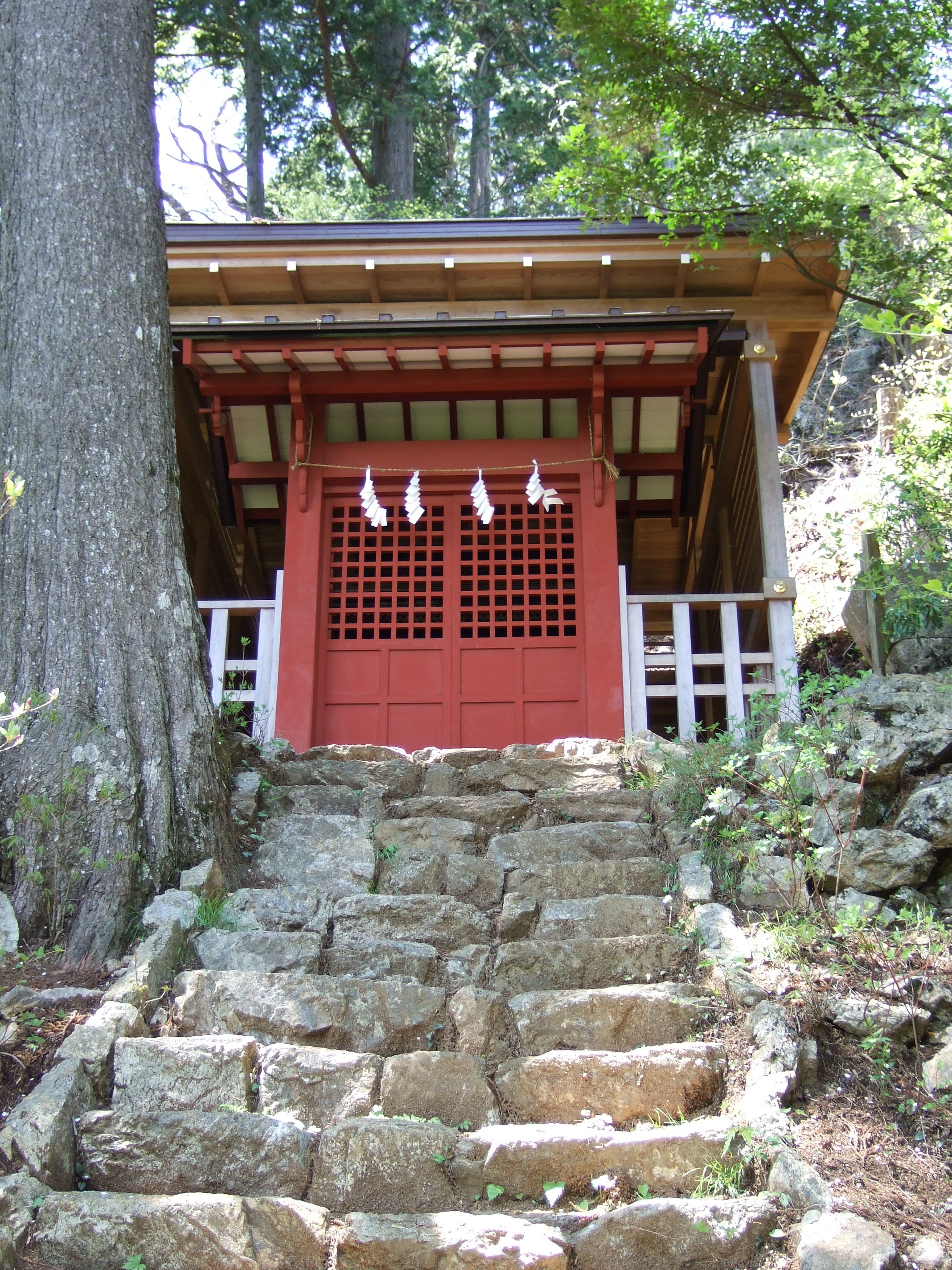
奥の院

御岳山（みたけさん）は、東京都青梅市御岳山 に所在する標高929 mの山である。旧武蔵国に位置し、武蔵御岳山とも呼ばれる。古くから山岳信仰の対象となっており、山上には武蔵御嶽神社が建立されている。

## 地理
御岳登山鉄道ケーブルカーの御岳山駅から武蔵御嶽神社へ続く参道は、武蔵御嶽神社の御師が宿坊などを営む鳥居前町（御師集落）となっている。天然記念物「神代ケヤキ」、御岳ビジターセンターがある。奥に奥の院、その奥に大岳山が、さらに奥には鋸山がある。
山域は森林で、神木の巨樹、コナラやミズナラなど落葉広葉樹の二次林、スギやヒノキの人工林がある。コケ（苔）も多く、観察ツアーが行なわれている。

## 観光
東京駅から御嶽駅まで1時間47分の近さもあって、ケーブルカーを使って年間50万人の観光客や登山客が、訪れている。御岳山のケーブルカーは、大きな飼い犬も乗車できる。
元旦には初日の出を見に多くの参拝客が訪れる。8月には、5万株といわれるレンゲショウマの花が咲く。ムササビがよく観察され、土産物屋の商品にもモチーフとして用いられている。青梅線の電車座席シートには、ムササビが描かれた生地を使用しており、子ども達を楽しませている。
JR青梅線御嶽駅近辺の多摩川沿いの地域は、御岳渓谷として、多摩川と青梅街道（国道411号）に挟まれる形で遊歩道が整備されている。喫茶店やギャラリーがあり、ハイキングをしたり、カヌーに興じたりする人たちもいる。

## 交通
- JR青梅線御嶽駅から西東京バスで、御岳登山鉄道が運行するケーブルカーの滝本駅まで行き、御岳山駅で下車。御岳山駅から武蔵御嶽神社までは徒歩25分[6]。
- 車では中央自動車道八王子ICから約60分、圏央道青梅ICから約40分。滝本駅及び周辺に駐車場あり[6][7]。
- 御嶽駅から滝本駅までは徒歩45分[7]、滝本駅から御岳山駅までは徒歩の場合登り1時間[7]、下り40分[8]。滝本駅から先の道路（東京都道201号十里木御嶽停車場線）は神社関係者や山頂集落居住者等、許可を受けた者以外の自動車の進入は禁止されている。

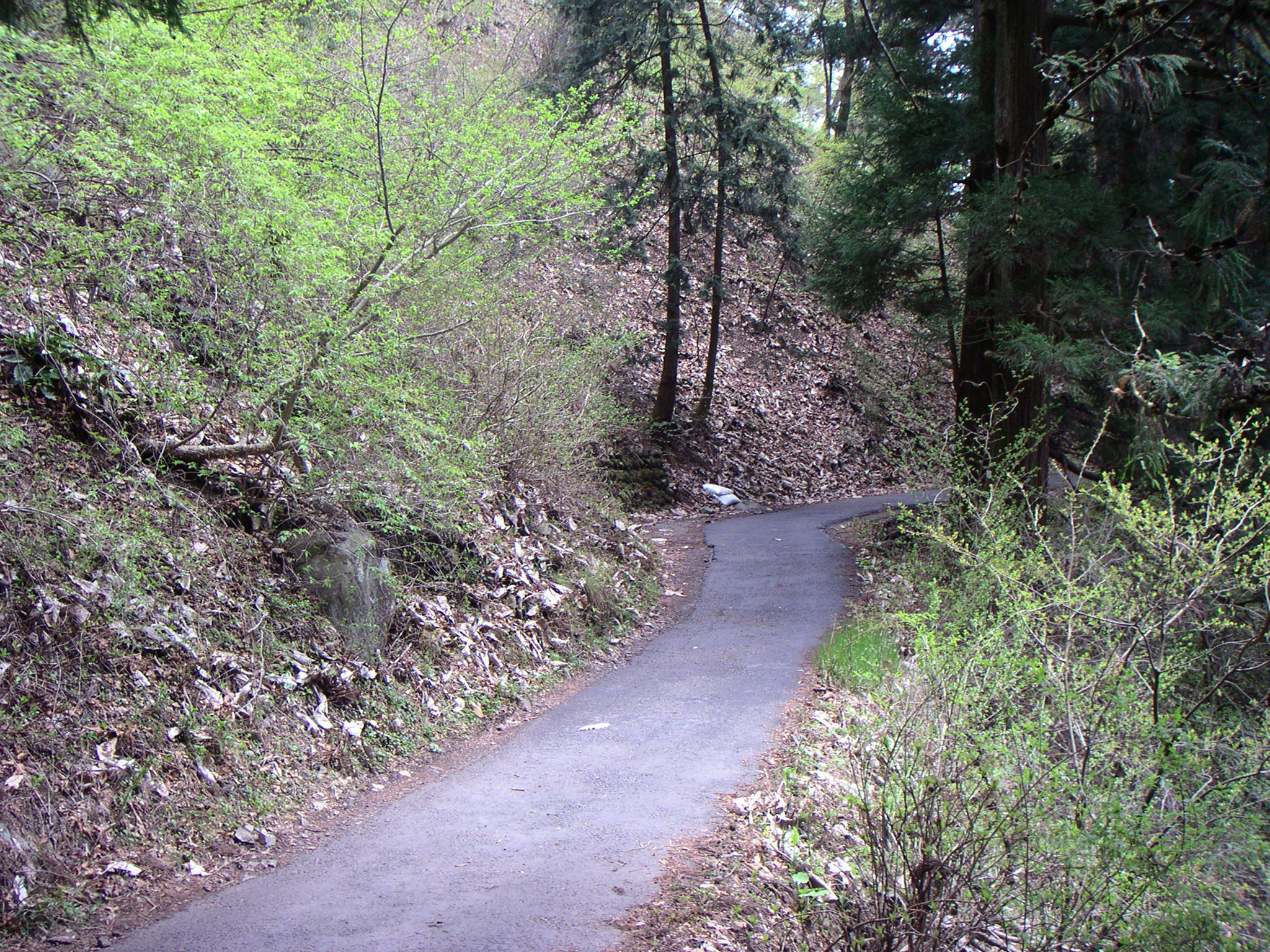
御嶽駅からケーブルカーに沿って御嶽山に登る東京都道201号十里木御嶽停車場線
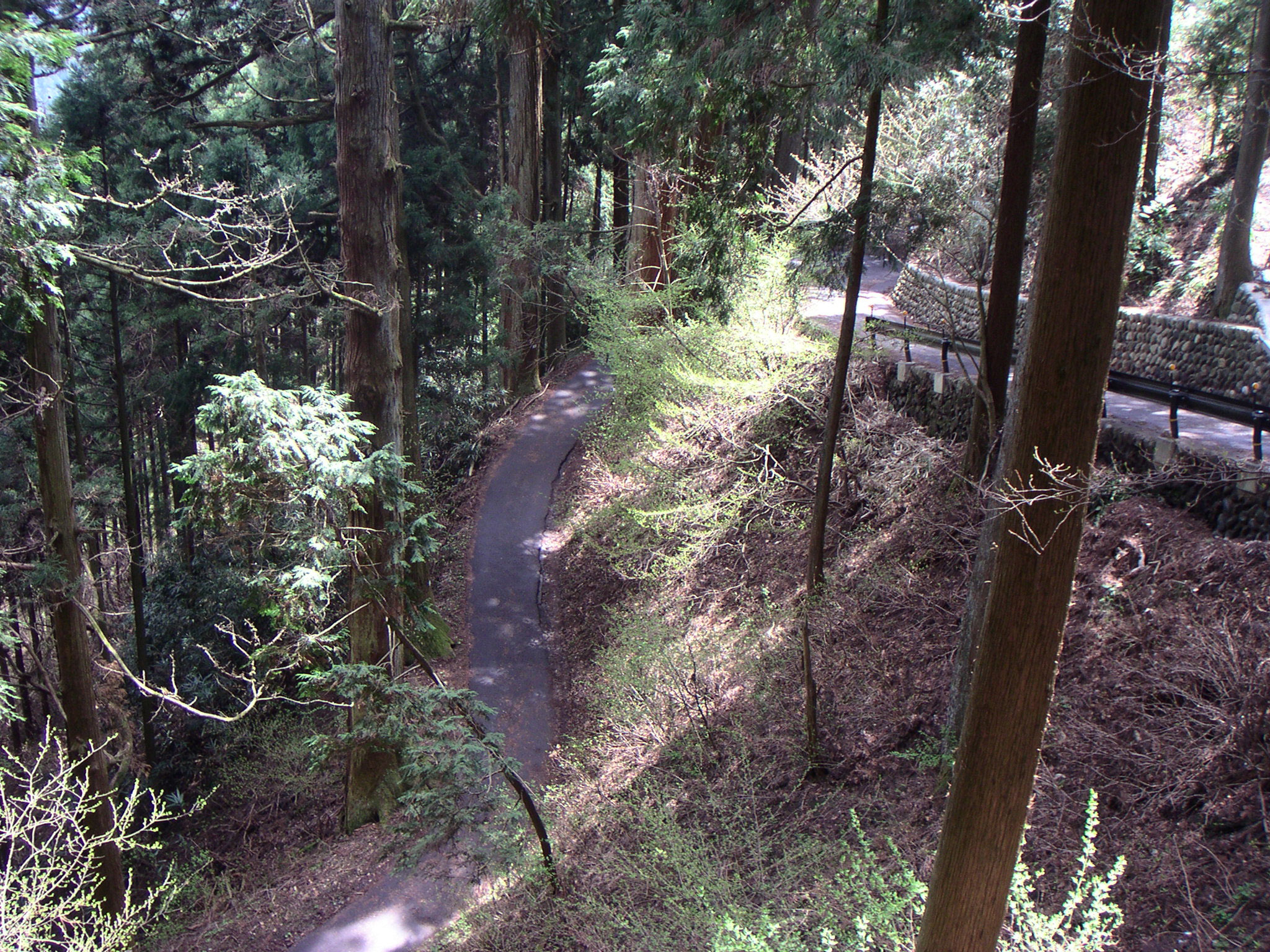
御嶽駅からケーブルカーに沿って御嶽山に登る東京都道201号十里木御嶽停車場線
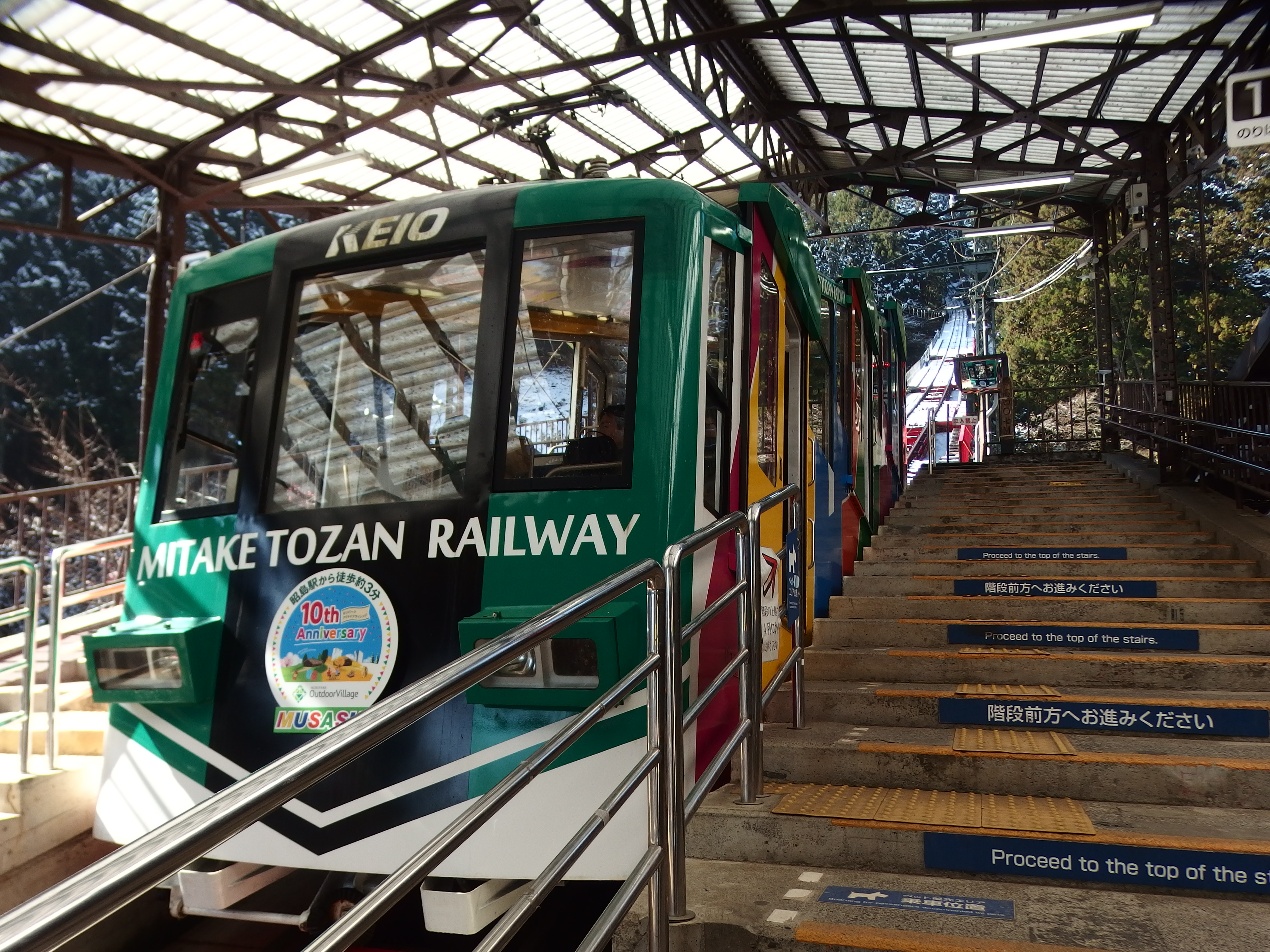
御嶽駅からケーブルカーに沿って御嶽山に登る

## ギャラリー

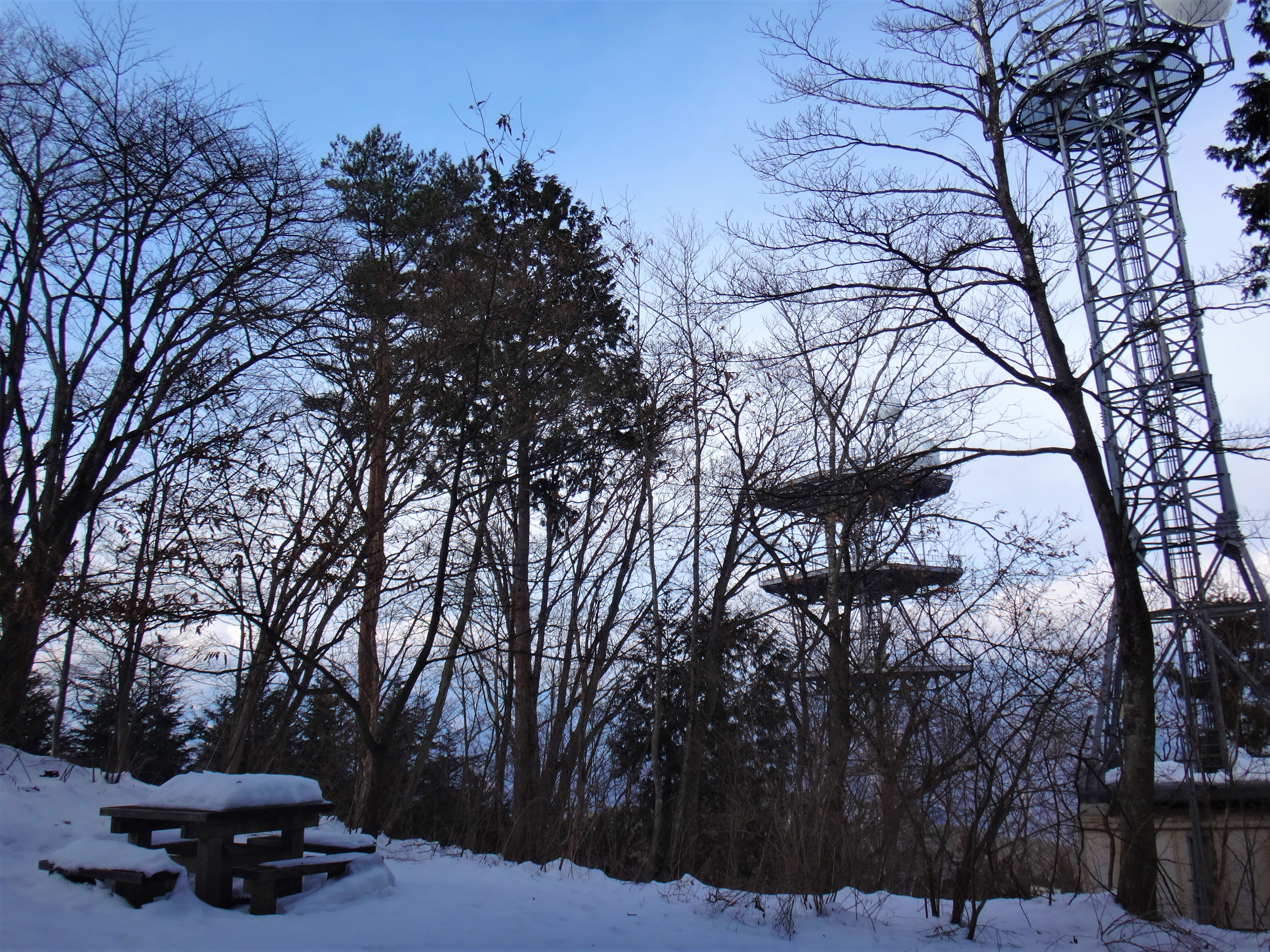
大塚山山頂
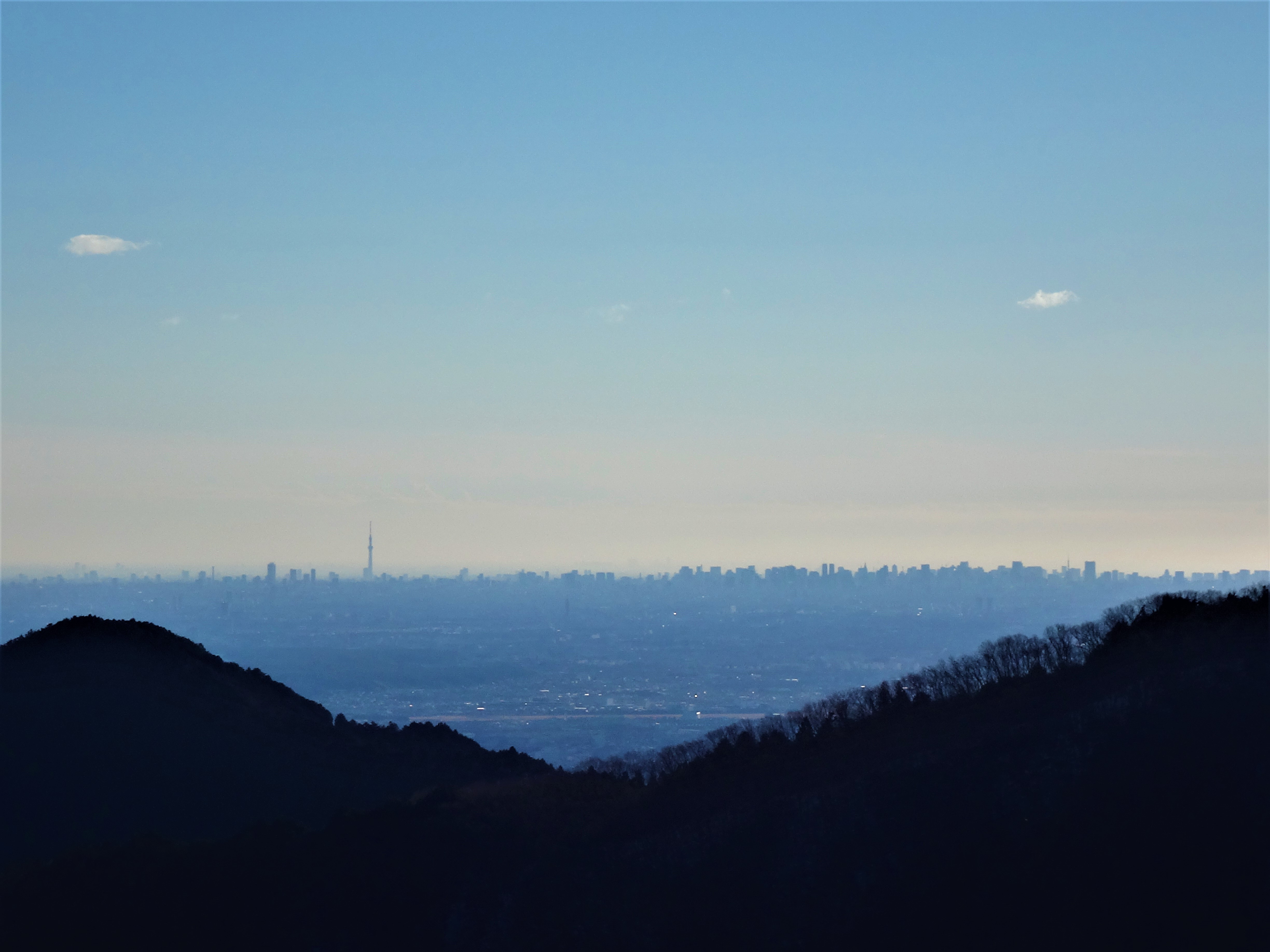
御岳平から撮影した東京都区部
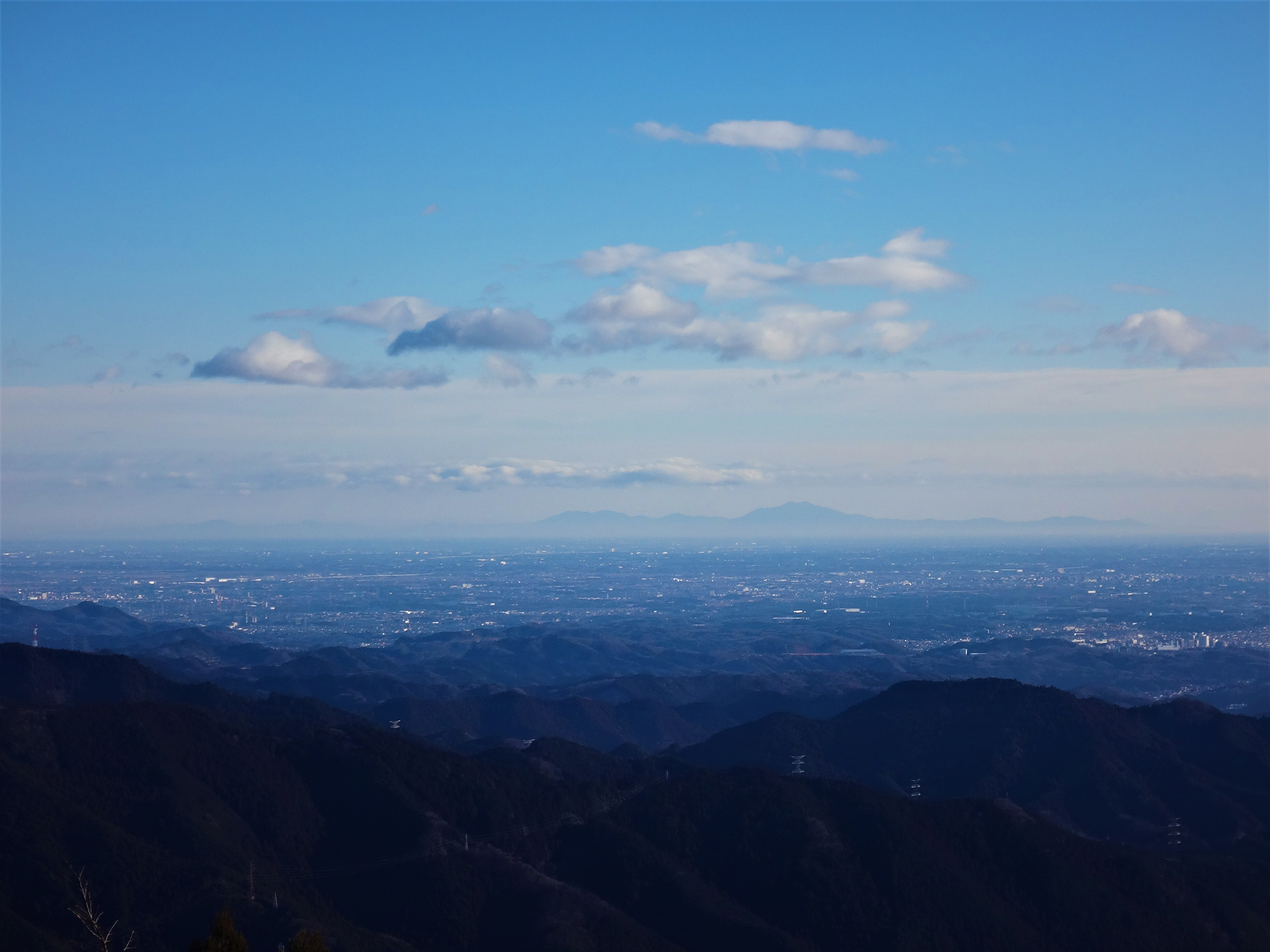
御岳平から撮影した筑波山
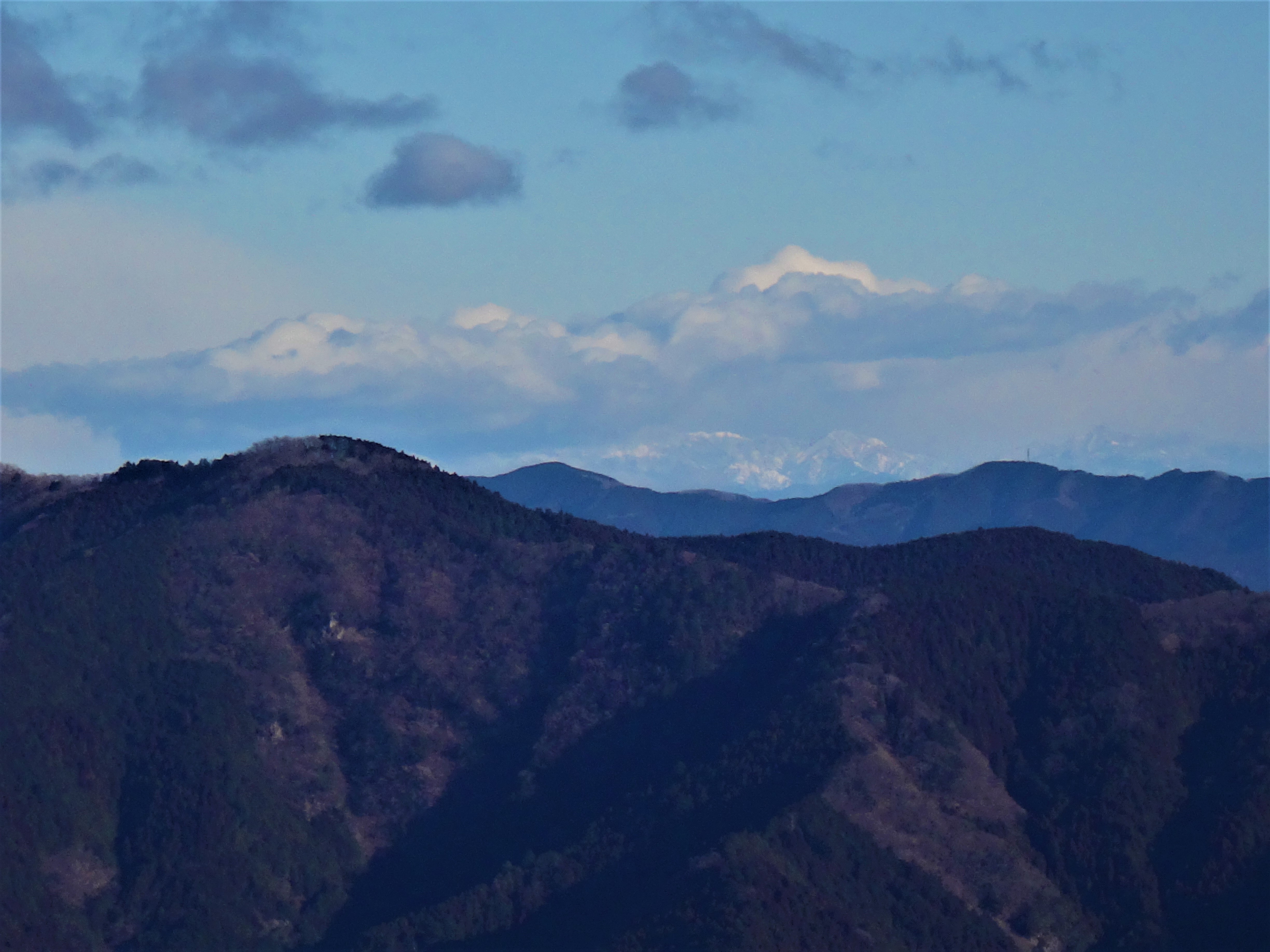
御岳平から撮影した日光連山

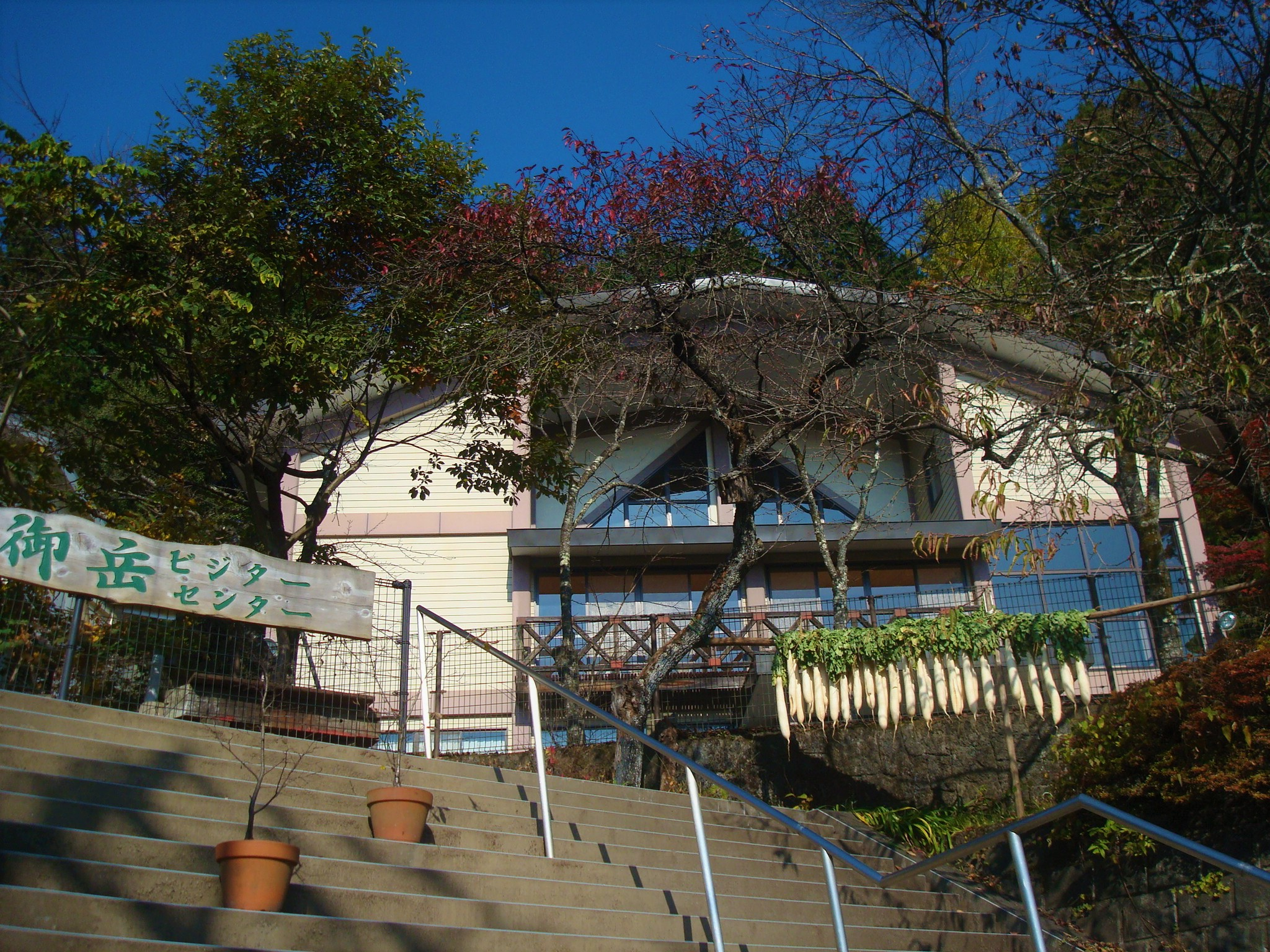
御岳ビジターセンター
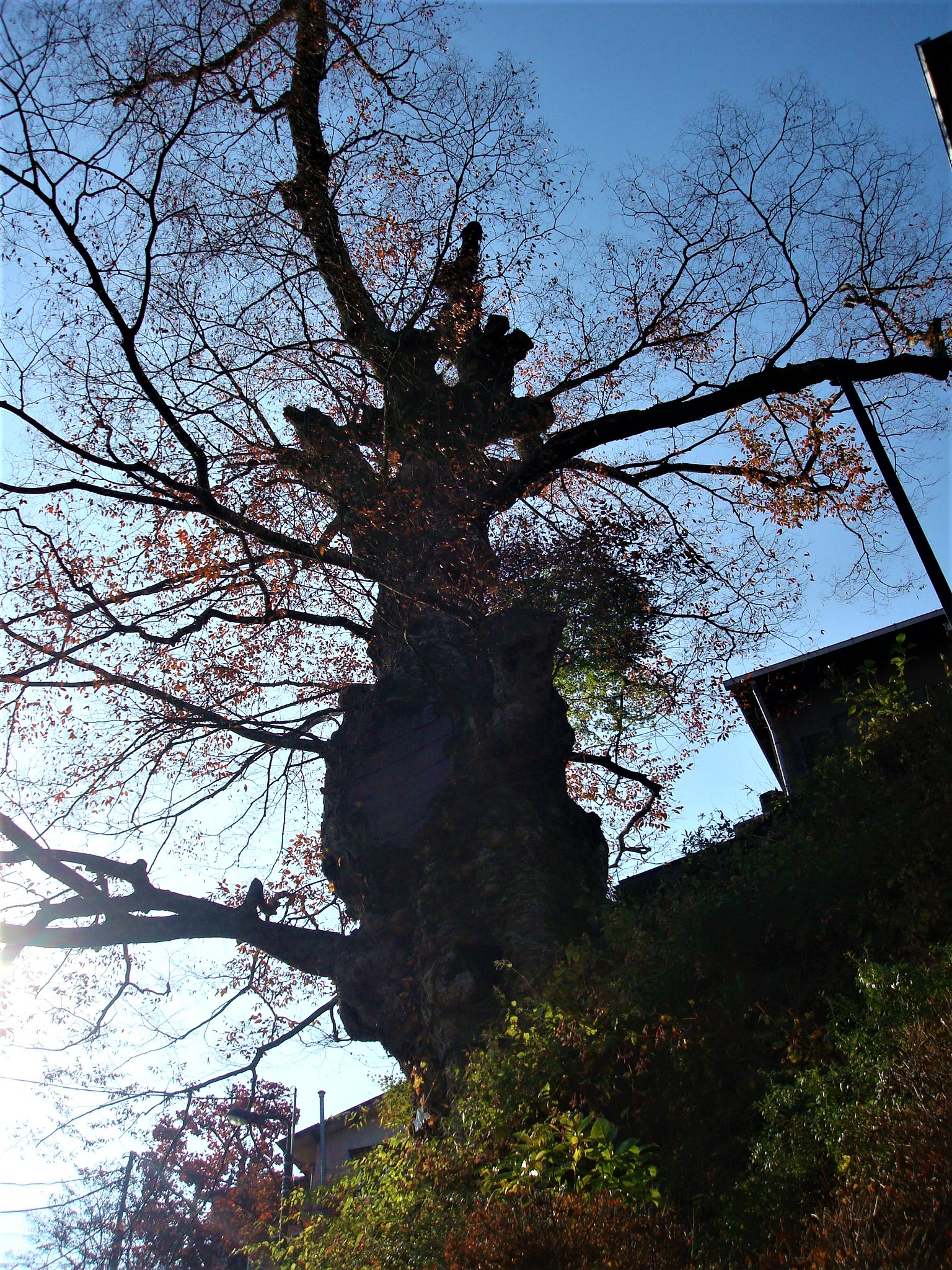
御岳の神代欅
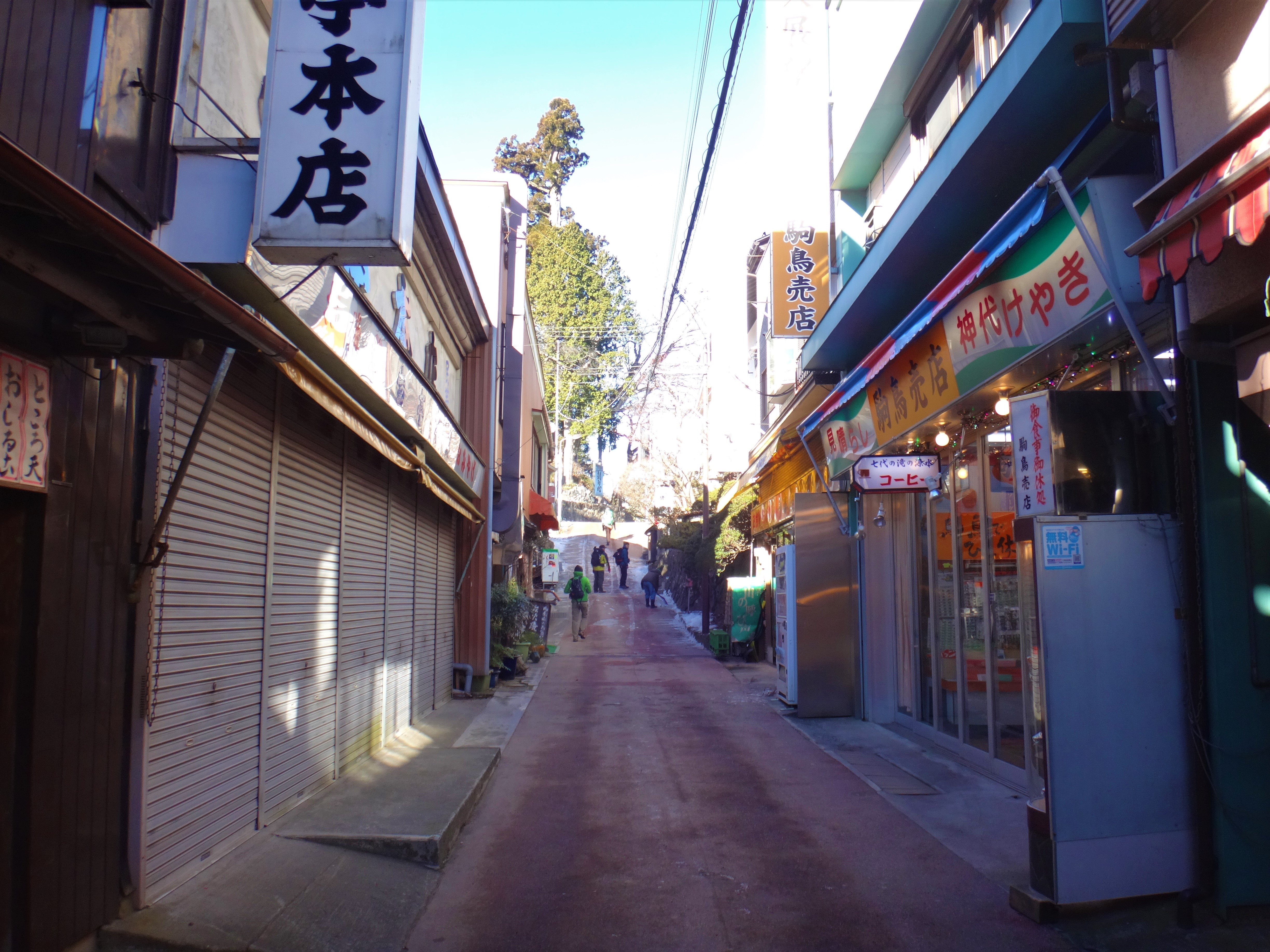
武蔵御嶽神社下の商店街

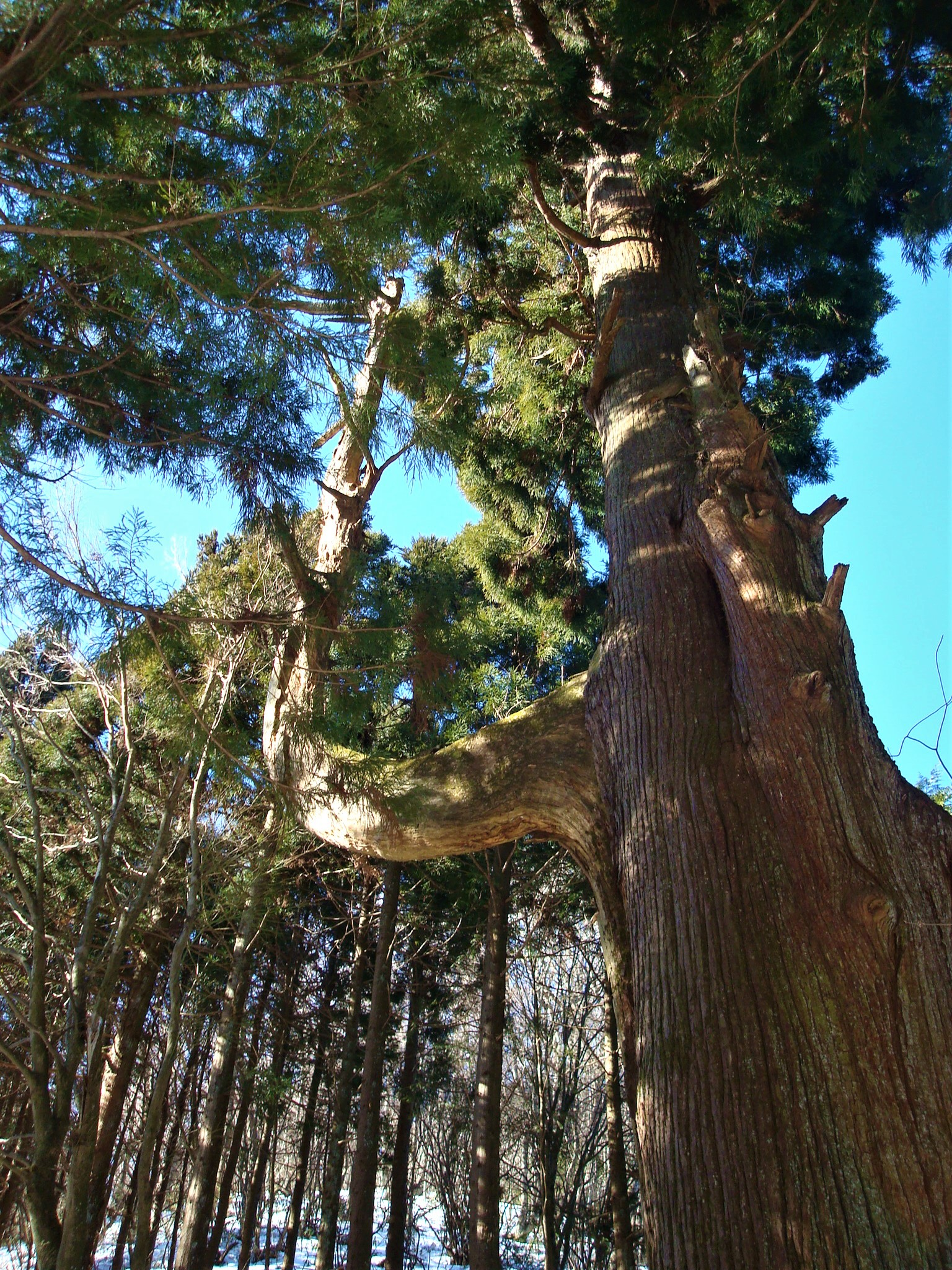
天狗の腰掛杉
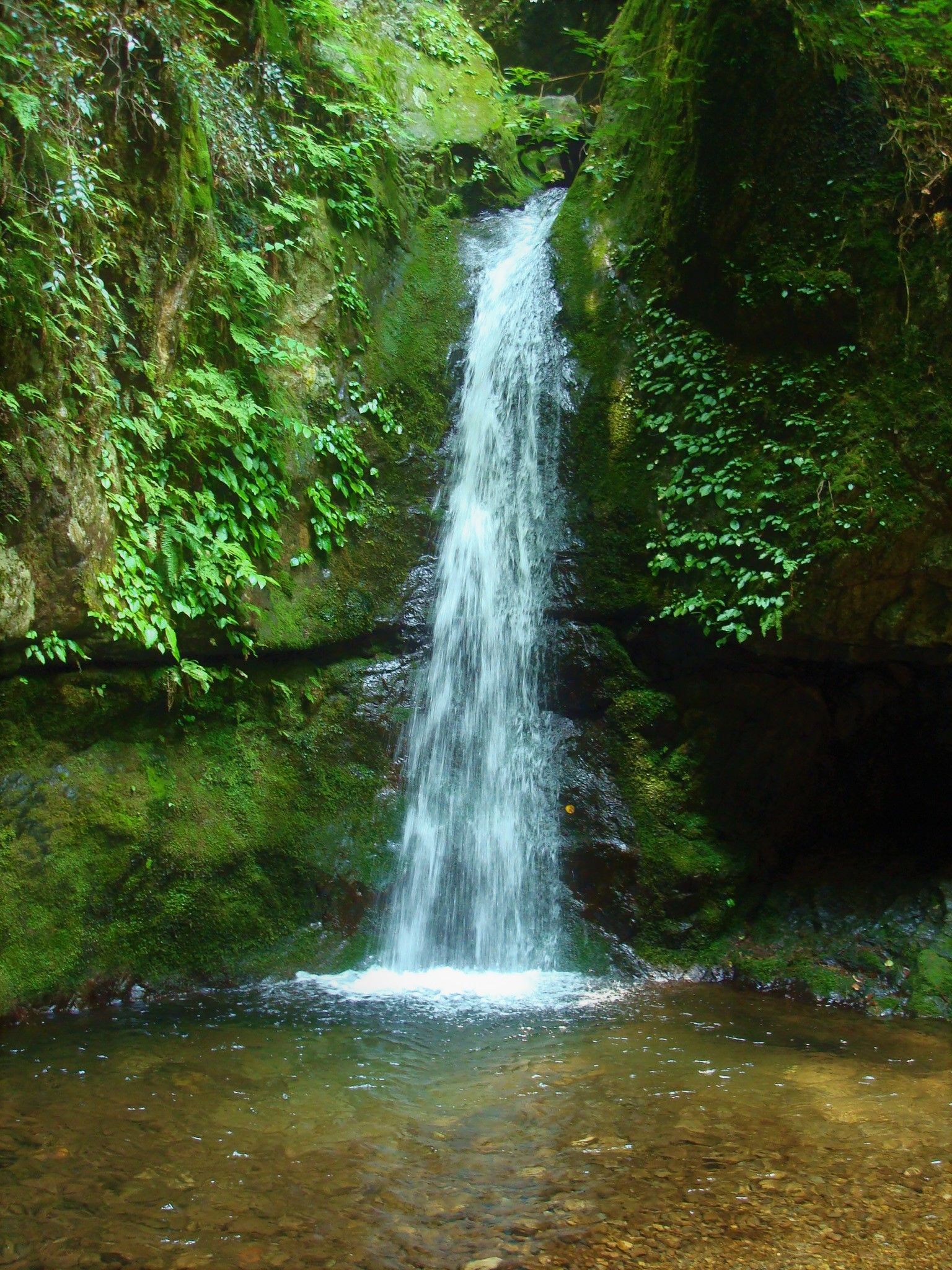
七代の滝
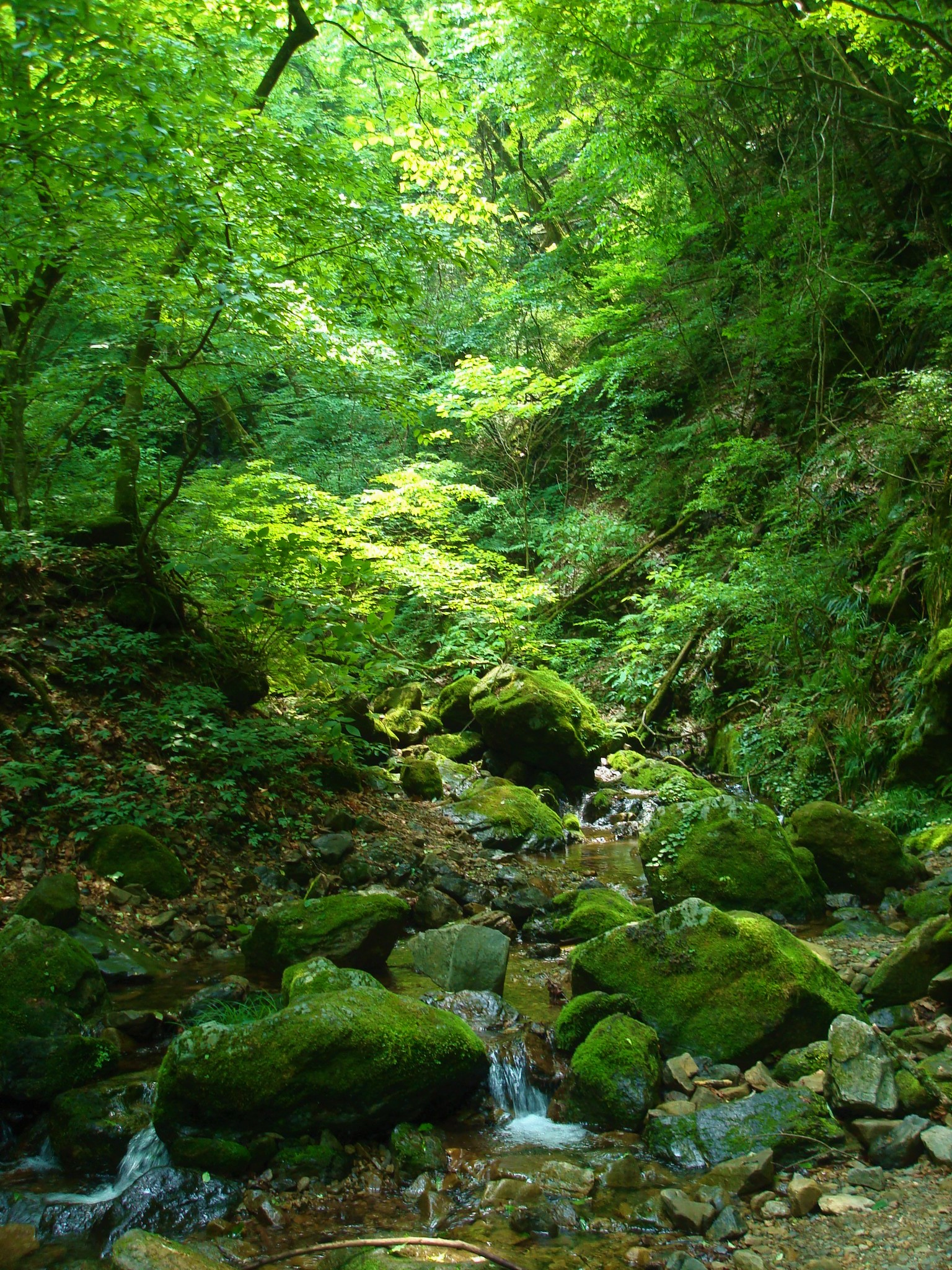
苔むしたロックガーデン
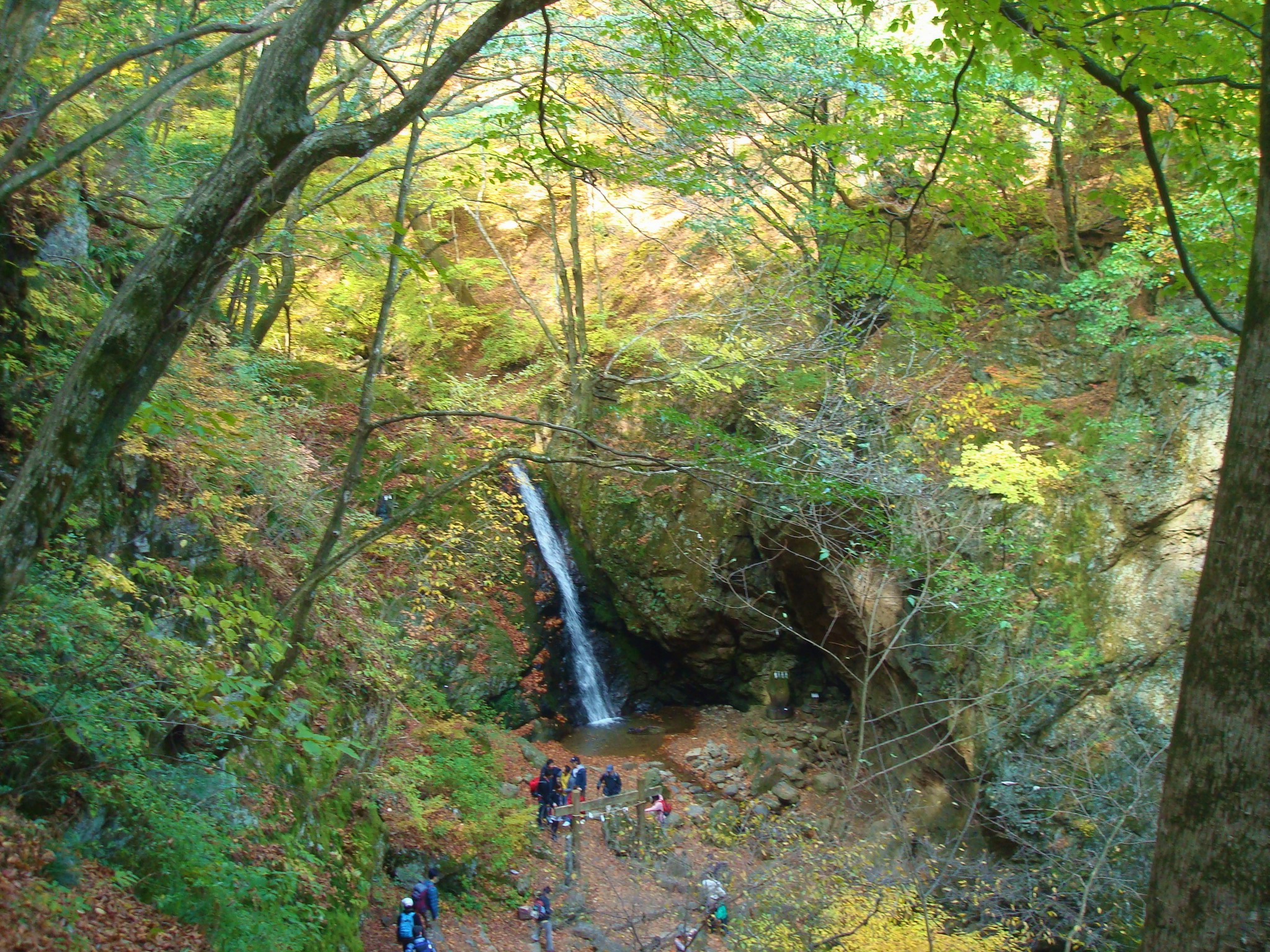
綾広の滝
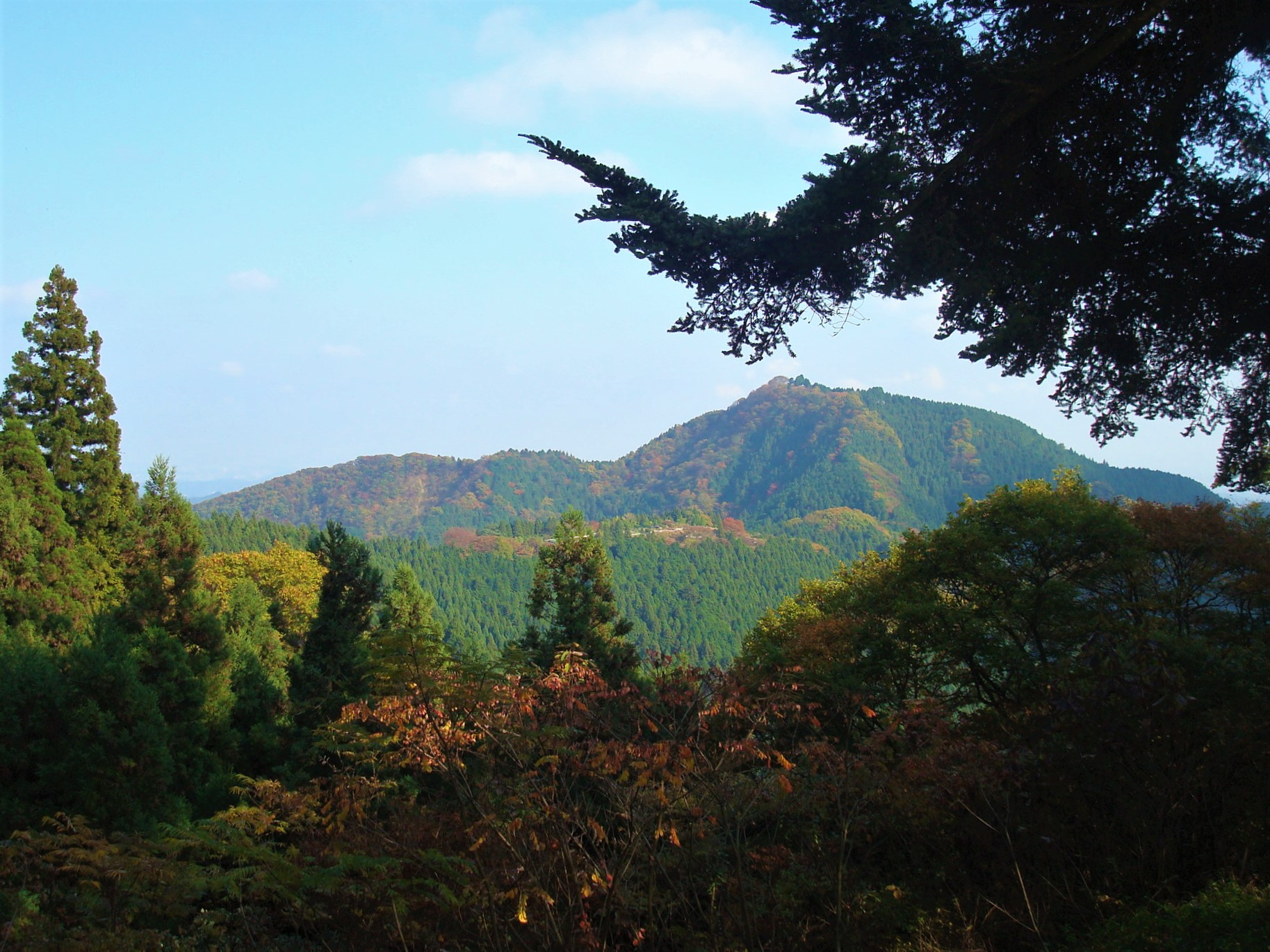
長尾平から日の出山

## 隣接する山など
- 鍋割山
- 大岳山
- 鋸山（のこぎりやま）
- 日の出山
- 大塚山
- 七代（ななよ）の滝
- 養沢（ようさわ）鍾乳洞 ※非公開